# Nichijou
Nichijou (яп. 日常, Nichijō, «Повсякденнощі») — манґа, написана та ілюстрована манґакою Араві Кейічі. Манґа почала виходити у грудні 2006 року в журналі Shōnen Ace видавництва Kadokawa Shoten, а також виходила у Comptiq з березня 2007 року по липень 2008 року. Kadokawa Shoten згодом випустила десять томів танкобон в період з липня 2007 року по грудень 2015 року з розділами манґи, що вийшли до перерви автора. Після перерви у шість років, у 2021 році манґа стала виходити знову.
Події Nichijou відбуваються у пересічному японському містечку. Манґа зображує події з життів персонажів, як буденні, так і надзвичайні, та не приділяє значної уваги сюжету. Адаптація у форматі аніме-серіалу довжиною у 26 серій, режисована Ішіхарою Тацуя та створена студією Kyoto Animation, транслювалась по незалежних телестанціях з 3 квітня по 21 вересня 2011 року, невдовзі після виходу OVA-серії в березні. Англійською мовою серіал також був відомий, як My Ordinary Life'. Гра на PlayStation Portable, розроблена Vridge та Kadokawa Shoten, вийшла 28 липня 2011 року, та має назву Nichijou: Uchuujin.
Манґа та аніме у Північній Америці спочатку ліцензувались Bandai Entertainment у липні 2011, але через скорочення компанії домовленість було скасовано. Манґу англійською згодом ліцензували Vertical, перший її том вийшов у березні 2016 року. Funimation випустили аніме у Північній Америці з субтитрами на Blu-ray та DVD 7 лютого 2017. Пізніше було створено англійський дубляж для перевидання Blu-ray 23 липня 2019. Madman Entertainment ліцензували аніме у 2011 для австралійського та новозеландського ринків, і випустили там DVD у квітні та травні 2013 року.
Аніме-адаптація була спочатку схвально сприйнята західними критиками, котрим сподобалась якість анімації, проте, на їхню думку, шоу бракує послідовного гумору та змісту. Втім, у пізніших оглядах на весь продукт, серія здобула ще кращі оцінки за сюрреалістичну комедію, критик Нік Крімер навіть назвав серію «однією з найкращих аніме-комедій усіх часів».

## Сюжет
Nichijou описує повсякденне життя різних людей у містечку Токісадаме в префектурі Ґумма, в першу чергу енергійної Айой Юко, оптимістичної Наґанохара Міо, тихої та беземоційної Мінакамі Май, тривожного андроїда Шінономе Нано, її юної авторки — Професора, та чорного кота Сакамото, що вміє говорити. Протягом серії регулярно відбуваються спонтанні та дивовижні події, часто під час якихось більш буденних подій.
У аніме-серіалі, найбільш змістовну сюжетну арку має Нано: першу половину Nichijou вона мріє стати старшокласницею, а решту серіалу вона боїться, що навколишні дізнаються, що вона — робот. Посеред усіх епізодів є вставки, що майже не мають стосунку до решти серіалу, частина з яких адаптовані з іншої манґи Араві, Helvetica Standard.

## Персонажі

### Головні персонажі
Айой Юко (яп. 相生 祐子)
Сейю: Хонда Маріко (оригінал), Морган Гарретт (англійський дубляж)
Юко — енергійна шістнадцятирічна старшокласниця з коротким каштановим волоссям. Головне бажання Юко — зробити кожен день веселішим і цікавішим, ніж зазвичай, часто за чужий чи власний рахунок. Через те, що вона часто лінується робити домашнє завдання самостійно, вона завжди списує у Міо або Май. Хоча загалом вона дуже спокійна людина, її настрій миттєво змінюється, коли її ображають. Вона часто вітається з людьми своєю коронною фразою «selamat pagi» (малайською та індонезійською «доброго ранку»), намагаючись зробити прості привітання цікавішими.
Наґанохара Міо (яп. 長野原 みお)
Сейю: Айдзава Май (оригінал), Лія Кларк (англійський дубляж)
Міо — яскрава та весела дівчинка з пастельно-блакитним волоссям, заплетеним у косички, які тримають два маленькі дерев'яні кубики, що є її найбільш впізнаваною рисою. Вона закохана в Коджіро. Хоча Міо виглядає звичайнісінькою у порівнянні зі своїми подругами Юко та Май, вона має дуже запальний характер, схильна до істерик та актів насильства, щоб уникнути приниження, навіть нападає на поліціянта, щоб її рукопис яой не був знайдений. Їй часто доводиться жартувати над Юко, щоб зробити її щасливою. Будучи талановитою художницею, вона час від часу малює гомоеротичні малюнки Коджіро у своїх зошитах і під чоловічим псевдонімом подала кілька еротичних манґ на конкурси, які обіцяють переможцю серіалізацію. Наприкінці манґи Міо нарешті перемагає в одному з конкурсів, хоча невідомо, чи прийняла вона пропозицію видавця через свою параною щодо своєї творчості, чи ні. Їй шістнадцять років. Згідно зі сном Юко, кубики в її волоссі — це нібито магічні артефакти з дирижабля Королівства Фей, що впав їй на голову.
Мінакамі Май (яп. 水上 麻衣)
Сейю: Тоґаші Місудзу (оригінал), Бріттані Лауда (англійський дубляж)
Май — тиха та інтелігентна дівчина, яка носить окуляри. До подій манґи Май жила на Алясці, а потім переїхала до Японії через роботу батька. Ймовірно, саме тому Май захоплюється синтоїстськими святинями та завжди відвідує їх, коли бачить. Вона досягає успіху в багатьох видах діяльності, включаючи риболовлю, різьблення по дереву та армреслінг. Попри свою спокійну і досить неемоційну поведінку, вона має ексцентричне почуття гумору і часто провокує Юко різноманітними жартами, щоб оцінити її реакцію, на превеликий жаль для Юко. У неї є два домашні собаки, на ім'я Оґурі Кап і Пьон.
Шінономе Нано (яп. 東雲 なの)
Сейю: Фуруя Шідзука (оригінал), Моніка Райал (англійський дубляж)
Нано — школярка-андроїд, яку створив професор. Попри те, що їй лише рік, вона має зріст і вигляд звичайного підлітка. Вона турбується про те, щоб приховати свою ідентичність як робота від інших людей, хоча великий заводний ключ на її спині робить це досить очевидним. Її кінцівки іноді відпадають, відкриваючи предмети, які Професор непомітно для неї вмонтував у її систему, починаючи від променевої зброї та закінчуючи швейцарськими булочками. Вона діє як доглядач Професора, і проводить свої дні, допомагаючи їй і виконуючи всі домашні обов'язки. Головна мета Нано — піти до школи, і Професор врешті-решт дає їй дозвіл на це, завдяки чому вона здружилася з групою друзів Юко. Хоча технічно вона ніколи не народжувалася, її «день народження» — 7 березня.
Професор (яп. はかせ, Хакасе)
Сейю: Конно Хіромі (оригінал), Джед Сакстон (англійський дубляж)
Професор — кмітлива восьмирічна науковиця. Вона сама створила Нано і часто вносить до неї різні зміни, але категорично відмовляється прибирати ключ на спині, бо вважає його милою. Її улюблена тварина — акула. Вона не ходить до школи, оскільки вже закінчила її, а замість цього проводить дні, граючись вдома. Попри свій інтелект, вона поводиться, як розпещена дитина, оскільки влаштовує істерики, щоб отримати те, що хоче. Вона любить їсти, гратися та акул. Їй також подобається проводити час з друзями Нано, особливо з Юко, тому що вона обожнює «круті речі», і з Май, тому що та дарує їй цукерки та малюнки на акулячу тематику. Спочатку вона не любила Май, бо та дозволяла своїм собакам заганяти її та Сакамото в кут на вулиці, але потеплішала до неї, коли Май намалювала для неї акулу.
Сакамото (яп. 阪本)
Сейю: Шіраїші Мінору (оригінал), Ентоні Боулінг (англійський дубляж)
Сакамото — чорний кіт. Він носить червоний шарф, зроблений професором, який дозволяє йому розмовляти. Спочатку його звали Тайшьо, і він був домашнім улюбленцем Кани, поки не випав з вікна її будинку. Потім його знайшов Професор, а потім він таємничим чином з'явився в лабораторії Шінономе. Він вирішив залишитися з Нано та Професором через відносну розкіш у їхньому домі, на відміну від постійної ненавмисної недбалості Кани. У котячому віці йому 20 років, він старший і за Нано, і за Професора, і намагається поводитися як дорослий у домі, але час від часу піддається своїм ганебним котячим звичкам. Його характерною рисою є схильність терпіти комічно жахливе фізичне насильство з боку Професора, зазвичай у вигляді дитячих пасток або мотузки, яку вона використовує як повідець.

### Вчителі
Сакурай Ідзумі (яп. 桜井 泉)
Сейю: Косуґе Мамі (оригінал), Табіта Рей (англійський дубляж)
Ізумі — молода, постійно схвильована і ляклива вчителька. Вона викладає англійську мову, є консультантом з питань кар'єри та шкільним психологом. Вона намагається стежити за дотриманням шкільних правил, але зазвичай не може багато чого досягти через свою пасивність. Хоча в школі вона часто нервує і задирає носа, коли справа доходить до її молодшого брата Макото, вона стає трохи сміливішою, коли одного разу зіткнулася з ним через еротичний журнал, знайдений у його кімнаті.
Такасакі Манабу (яп. 高崎 学)
Сейю: Інада Тецу (оригінал), Шон Ґанн (англійський дубляж)
Манабу — вчитель, який має романтичні почуття до Ізумі, але не може їй про це сказати, бо надто багато думає і соромиться зізнатися. Ці почуття призводять до того, що він стає радником клубу з ґо-футболу після того, як Макото підкуповує його фотографіями своєї сестри.
Директор (яп. 校長先生 (東雲), Кочьо-сенсей (Шінономе))
Сейю: Чьо (оригінал), Френсіс Генрі (англійський дубляж)
Директор — лисий директор старшої школи Токісадаме середнього віку, де відбувається частина сюжету. Відомий своїми старими жартами та каламбурами, невідомими більшості, він є талановитим борцем. Його звуть «Директор Шінономе», що може бути натяком на те, що він може бути батьком або родичем професора, але в серіалі це так і не було розкрито.
Завуч (яп. 教頭先生 (邑楽 耕介), Кьото-сенсей (Ора Косуке))
Сейю: Нака Хіроші (оригінал), Чарльз Кемпбелл (англійський дубляж)
Заступник директора відомий тим, що носить окуляри та жовту краватку. Він ненавидить директора і не приховує того, що робить з ним. Він був попереднім директором школи й неймовірно засмучений своїм пониженням у посаді, настільки, що почав сильно пити та щодня посилати директору смертельні прокляття. Постійне пияцтво і стрес повністю зруйнували його організм, і він описує себе як такого, що постійно перебуває на відстані одного келиха від печінкової недостатності.
Кана Накамура (яп. 中村 かな)
Сейю: Мідзухара Каору (оригінал), Лідія Маккі (англійський дубляж)
Кана — вчителька природничих наук, яка зациклена на робототехнічній природі Нано. Вона постійно планує захопити Нано для вивчення, але її махінації незмінно обертаються проти неї ж самої, наприклад, коли вона п'є каву з того ж глечика з транквілізатором, з якого пила каву для Нано. Тому серед студентів ходить жарт, що вона дуже часто не з'являється на заняттях, втративши свідомість під час однієї зі своїх витівок, внаслідок чого багато хто з них запитує: «Пані Накамура знову знепритомніла?».

### Учні
Сасахара Коджіро (яп. 笹原 幸治郎)
Сейю: Кавахара Йошіхіса (оригінал), Сет Меґілл (англійський дубляж)
Коджіро — яскравий старшокласник, який вдає із себе аристократичного адвоката, хоча насправді його сім'я — прості фермери. Він любить їздити до школи на козлі Коджіро (названому на честь себе), і його часто бачать зі своїм дворецьким. Він дуже ввічливий і, попри те, що не має багато друзів, є об'єктом прихильності більшості дівчат у школі, проте поводиться як будь-який інший хлопець-підліток, що більшість дівчат свідомо ігнорують, щоб зберегти свій образ «прекрасного принца». Коджіро брав уроки кендо разом з Йошіно, Міо та Місато, що призвело до того, що у двох останніх з'явилися до нього почуття.
Тачібана Місато (яп. 立花 みさと)
Сейю: Хорікава Чіка (оригінал), Мейделін Морріс (англійський дубляж)
Місато — старшокласниця з персиково-русявим волоссям, яка зазвичай поводиться як цуккомі стосовно Коджіро, коли він робить щось, що її дратує. Однак Місато робить це, стріляючи в нього з різних пістолетів і важкої зброї, які з'являються з нізвідки. Насправді Місато має почуття до Коджіро, але через свою цундере-позицію вона постійно заперечує свої почуття або стріляє в Коджіро, якщо він її дратує.
Наканоджьо Цуйоші (яп. 中之条 剛)
Сейю: Ямамото Кадзутомі (оригінал), Кайл Іґнечі (англійський дубляж)
Цуйоші — п'ятнадцятирічний школяр з простими очима і натуральним світлим ірокезом, який він ненавидить. У майбутньому він хоче стати науковцем і тому не вірить у надприродне, але його спроби спростувати надприродні явища зазвичай закінчуються їх «підтвердженням» або ж незручними для нього ситуаціями.
Аннака Харуна (яп. 安中 榛名)
Сейю: Садохара Каорі (оригінал), Крістен МакҐвайр (англійський дубляж)
Харуна — дівчинка з великою стрічкою на голові. Іноді вона стикається з божевільними людьми, що дуже її бентежить. Вона любить читати мангу.
Дайку Кендзабуро (яп. 大工 健三郎)
Сейю: Йошідзакі Рьота (оригінал), Стефен Фу (англійський дубляж)
Кендзабуро — шатен, який є президентом клубу ґо-футболу, який він заснував, не маючи жодного уявлення про те, що це справжній вид спорту. Згодом клуб став легальною командою завдяки раптовому притоку кваліфікованих гравців і відтоді виграв турнір префектури та прямував до національного чемпіонату, але Кензабуро тепер дивується, чому він взагалі залишається в команді, адже клуб так далеко відійшов від початкового наміру — бути місцем для відпочинку. Його багатий батько є президентом компанії Daiku Industries, яка володіє багатьма підприємствами, які відвідують головні герої.
Секіґучі Юріа (яп. 関口 ユリア)
Сейю: Хіросака Ай (оригінал), Апфія Ю (англійський дубляж)
Юріа — тиха дівчина, яка є членом клубу го-футболу. Вона закохана в Кендзабуро і залишається в клубі, щоб він не був самотнім. Як і Цуйоші, вона також має прості очі.
Сакурай Макото (яп. 桜井 誠, Sakurai Makoto)
Сейю: Хікамі Такахіро (оригінал), Даллас Рід (англійський дубляж)
Макото — молодший брат Ідзумі, який приєднується до футбольного клубу. Він дуже вправний у цьому виді спорту і допомагає клубу розвиватися, підкупивши Манабу, щоб той став їхнім радником, фотографіями його сестри в шкільні роки.
Танака (яп. 田中)
Сейю: Ямаґучі Кота (оригінал), Тайсон Райнхарт (англійський дубляж)
Танака — хлопчик, який носить велику чорну афро-перуку. Він дружить з Цуйоші.
Вебоші (яп. ウェボシー)
Сейю: Тамаокі Йоко (оригінал), Кетрін Тейлор Роуз (англійський дубляж)
Вебоші — однокласниця Місато із зеленим волоссям і хвостиком. Її справжнє ім'я невідоме.
Фе (яп. フェっちゃん)
Сейю: Хіґучі Юмі (оригінал), Кера Едвардс (англійський дубляж)
Фе — однокласниця Місато із помаранчевим волоссям. Вона закінчує свої речення на «фе». Її справжнє ім'я невідоме.
Тачібана Міхоші (яп. 立花 みほし)
Сейю: Хонда Манамі (оригінал), Емілі Невес (англійський дубляж)
Міхоші — молодша сестра Місато, яка займається кендо. Вона заздрить старшій Йошіно, бо та надзвичайно талановита, хоча й рідко тренується.
Наґанохара Йошіно (яп. 長野原 よしの)
Сейю: Кобаяші Мотоко (оригінал), Максі Вайтхед (англійський дубляж)
Йошино — безтурботна старша сестра Міо, яка навчається в коледжі. Вона любить носити костюми і часто жартує над іншими. Вона також старша за Місато та Міхоші у кендо — спорті, до якого вона має природний хист, але не дуже часто тренується в доджьо.

## Медіа

### Манґа

#### Список томів
| №  | Дата виходу     | ISBN                   |
| -- | --------------- | ---------------------- |
| 1  | 26 липня 2007   | ISBN 978-4-04-713949-7 |
| 2  | 26 жовтня 2007  | ISBN 978-4-04-713980-0 |
| 3  | 26 липня 2008   | ISBN 978-4-04-715089-8 |
| 4  | 26 січня 2009   | ISBN 978-4-04-715171-0 |
| 5  | 26 жовтня 2009  | ISBN 978-4-04-715311-0 |
| 6  | 26 березня 2011 | ISBN 978-4-04-715651-7 |
| 7  | 26 жовтня 2011  | ISBN 978-4-04-120025-4 |
| 8  | 26 жовтня 2012  | ISBN 978-4-04-120456-6 |
| 9  | 10 грудня 2013  | ISBN 978-4-04-120880-9 |
| 10 | 26 грудня 2015  | ISBN 978-4-04-103335-7 |
| 11 | 26 грудня 2022  | ISBN 978-4-04-113263-0 |